# Hector-Louis Langevin

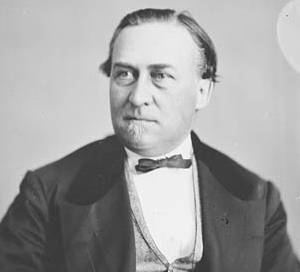
Hector-Louis Langevin (1873)

Sir Hector-Louis Langevin, KCMG, PC, QC, CB (* 26. August 1826 in Québec, Niederkanada; † 11. Juni 1906 ebenda) war ein kanadischer Rechtsanwalt und Politiker der Konservativen Partei. Als einer der Väter der Konföderation gehört er zu den Wegbereitern des 1867 gegründeten kanadischen Bundesstaates. Von 1867 bis 1874 sowie von 1877 bis 1896 war er Abgeordneter im kanadischen Unterhaus. Fast ein Vierteljahrhundert lang hatte er in den Kabinetten der Premierminister John Macdonald und John Abbott verschiedene Ministerposten inne.

## Biografie
Langevin hatte sieben Geschwister. Sein ältester Bruder, Jean Langevin war von 1867 bis 1891 Bischof von Rimouski. Nach dem Schulbesuch studierte Langevin Rechtswissenschaft. Noch während seiner Studienzeit war er von 1847 bis 1849 Chefredakteur der Wochenzeitung Mélanges religieux, dem offiziellen Organ des Bistums Montreal. 1850 erhielt er die Zulassung als Rechtsanwalt. Neben dieser hauptberuflichen Tätigkeit widmete er sich weiterhin dem Journalismus. So war er im Jahr 1849 Chefredakteur des Journal d’agriculture und im Jahr 1857 des Courrier du Canada. Von 1872 bis 1875 schrieb er für Le Canadien, ab 1889 für Le Drapeau.
Langevins politische Karriere begann 1856 mit der Wahl in den Stadtrat von Québec. Von 1856 bis 1861 war er Bürgermeister seiner Geburtsstadt. Darüber hinaus kandidierte er 1858 bei der Wahl zum Unterhaus der Provinz Kanada und setzte sich im Wahlkreis Dorchester durch. 1861 und 1863 gelang ihm jeweils die Wiederwahl. Zwischen 1864 und 1867 gehörte er der Regierung der Provinz Kanada an, als Justizminister (Solicitor General) und Postminister. Bei den Beratungen um die Schaffung eines föderalen Bundesstaates spielte Langevin eine maßgebliche Rolle. Er nahm 1864 an der Charlottetown-Konferenz und an der Québec-Konferenz teil, zwei Jahre später auch an der Londoner Konferenz.
Premierminister John Macdonald berief Langevin nach dem Inkrafttreten der kanadischen Verfassung am 1. Juli 1867 in das erste kanadische Kabinett. Bei der ersten kanadischen Unterhauswahl drei Monate später errang er für die Konservative Partei ein Mandat im Wahlbezirk Dorchester. Er war auch Abgeordneter in der Nationalversammlung von Québec, bis Doppelmandate auf Bundes- und Provinzebene 1874 schließlich nicht mehr erlaubt waren. Im Kabinett für Langevin bis Dezember 1869 Staatssekretär für Kanada und als solcher vor allem für die Beziehungen zum Vereinigten Königreich zuständig. Danach war er bis November 1873 Minister für staatliche Bauvorhaben, angesichts der zahlreichen Infrastrukturbauten eine einflussreiche Aufgabe. Darüber hinaus hatte er für kürzere Zeit auch die Ämter des Generalsuperintendenten für Indianerangelegenheiten (Mai 1868 bis Dezember 1869) und des Verteidigungsministers (Mai/Juni 1873) inne.
Wegen des Pacific-Skandals musste die konservative Bundesregierung im November 1873 zurücktreten. Da auch Langevin verdächtigt wurde, in den Skandal verwickelt gewesen zu sein, konnte er keinen Wahlbezirk finden, in dem er bei der Unterhauswahl 1874 eine realistische Chance gehabt hätte, weshalb er ganz auf eine Kandidatur verzichtete. Im Januar 1876 kandidierte er bei einer Nachwahl im Wahlbezirk Charlevoix. Aufgrund einer Wahlbeschwerde wegen unerlaubter Einmischung der katholischen Kirche, die im Februar 1877 vom Obersten Gerichtshof bestätigt wurde, konnte Langevin sein Mandat gar nicht antreten. Bei der Wahlwiederholung im März 1877 siegte er dennoch, nur um sein Parlamentsmandat anderthalb Jahre später bei der Unterhauswahl 1878 wieder zu verlieren. Im November 1878 siegte er schließlich bei einer Nachwahl im Wahlkreis Trois-Rivières.
Schon einen Monat zuvor hatte ihn Macdonald Langevin in das dritte kanadische Kabinett berufen, zunächst als Postminister. Nach einer Kabinettsumbildung im Mai 1879 übernahm er wieder das Ministerium für staatliche Bauvorhaben. Aufgrund der vergangenen Skandale und Wahlniederlagen verlor er an Einfluss, als überzeugter Föderalist geriet er zunehmend mit den Nationalisten in der Provinz Québec in Konflikt. 1885 reichte sein Einfluss nicht aus, um die Hinrichtung des Métis-Rebellenführers Louis Riel zu verhindern. Als einer der wenigen Quebecer Konservativen konnte er 1887 sein Unterhausmandat verteidigen. Im August 1891 entließ der neue Premierminister John Abbott Langevin als Minister, nachdem gegen ihn Korruptionsvorwürfe im Zusammenhang mit Auftragsvergaben an die Unternehmen McGreevy & Bros. und Larkin, Connolly, and Co. erhoben worden waren. Bei der Unterhauswahl 1891 trat er sowohl in Trois-Rivières als auch in Richelieu an und siegte beide Male. In Richelieu hatte er sich gegen den späteren Premierminister Québecs Lomer Gouin durchgesetzt. Schließlich entschied er sich, weiterhin Trois-Rivières zu vertreten. 1896 verzichtete Langevin auf eine Wiederwahl und zog sich aus der Öffentlichkeit zurück.

## Gedenken
Die kanadische Bundesregierung, vertreten durch den für das Historic Sites and Monuments Board of Canada zuständigen Minister, ehrte Langevin am 19. Mai 1938 für sein Wirken und erklärte ihn zu einer „Person von nationaler historischer Bedeutung“.
Bis 2017 hieß das Gebäude, in dem das Büro des Büro des kanadischen Premierministers und die Büroräume des Kanadischen Kronrats lagen, zu seinen Ehren Langevin Block.  Ebenfalls trug bis 2017 die Reconciliation Bridge in Calgary seinen Namen.